# تپه خاکی (مشهد)
تپه خاکی (۱) در شهرستان مشهد، بخش رضویه، روستای قازقان واقع شده و این اثر در تاریخ ۱۹ مرداد ۱۳۸۴ با شمارهٔ ثبت ۱۲۹۵۵ به‌عنوان یکی از آثار ملی ایران به ثبت رسیده است.